# Mengen
Mengen ist eine Stadt im Landkreis Sigmaringen in Baden-Württemberg. Die Stadt wird auch die Fuhrmannsstadt genannt.

## Geographie
Mengen liegt in der Region Oberschwaben an der Donau, deren Nebenflüsse Ablach und Ostrach bei Mengen in diese münden. Die Gemarkungsfläche umfasst rund 4980 Hektar (Stand 23. Dezember 2010). Benachbarte Städte sind Sigmaringen im Westen und Bad Saulgau im Osten.

### Nachbargemeinden
Beginnend im Osten, grenzt Mengen im Uhrzeigersinn an die Gemeinden Herbertingen, Hohentengen, Ostrach, Krauchenwies, Sigmaringendorf, Scheer (alle Landkreis Sigmaringen) und Altheim (Landkreis Biberach).

### Stadtgliederung
Die Stadt besteht aus der namengebenden Kernstadt (mit den Höfen Blank und Granheim und den Häusern Armbruster, Dillmannsches Sägewerk, Dinsersches Sägewerk, Kiesgrube Baumann, Rohnersche Fabrik, Schmölzsche Kunstmühle, Spitalmühle und Walke) und den Stadtteilen Beuren, Blochingen (mit dem Haus Elektrizitätswerk Mengen), Ennetach (mit Waldhof), Rosna und Rulfingen (mit dem Weiler Zielfingen und den Höfen Mühle und Ziegelhütte).
| Wappen     | Ortsteil           | Einwohner (Stand: 20. Dez. 2010) | Fläche (Stand: 23. Dez. 2010) | Fläche (Stand: 23. Dez. 2010) |
| ---------- | ------------------ | -------------------------------- | ----------------------------- | ----------------------------- |
| Mengen     | Mengen (Kernstadt) | 5722                             | 1643 ha                       | 16.428.096 m²                 |
| Beuren     | Beuren             | 267                              | 351 ha                        | 3.510.031 m²                  |
| Blochingen | Blochingen         | 902                              | 755 ha                        | 7.548.672 m²                  |
| Ennetach   | Ennetach           | 1652                             | 832 ha                        | 8.323.239 m²                  |
| Rosna      | Rosna              | 274                              | 349 ha                        | 3.486.242 m²                  |
| Rulfingen  | Rulfingen          | 1131                             | 1050 ha                       | 10.501.233 m²                 |

### Schutzgebiete
In Mengen gibt es drei Naturschutzgebiete: Den Blochinger Sandwinkel und das Blochinger Ried sowie den Zielfinger Vogelsee.
Daneben hat Mengen Anteil an vier Landschaftsschutzgebieten, dem Mühlbachtal, dem Donau- und Schmeiental, dem Alten Friedhof und dem Missionsberg.
Zwei FFH-Gebiete liegen auf dem Mengener Stadtgebiet: Die Donau zwischen Riedlingen und Sigmaringen sowie die Riede und Gewässer bei Mengen und Pfullendorf. Auch das Vogelschutzgebiet Baggerseen Krauchenwies/Zielfingen liegt teilweise auf Mengener Gebiet.
Mengen gehört außerdem zum größten Teil zum Naturpark Obere Donau.

## Geschichte

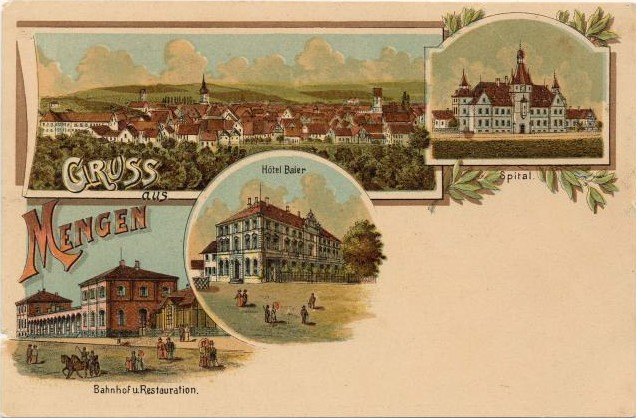
Mengen um 1900

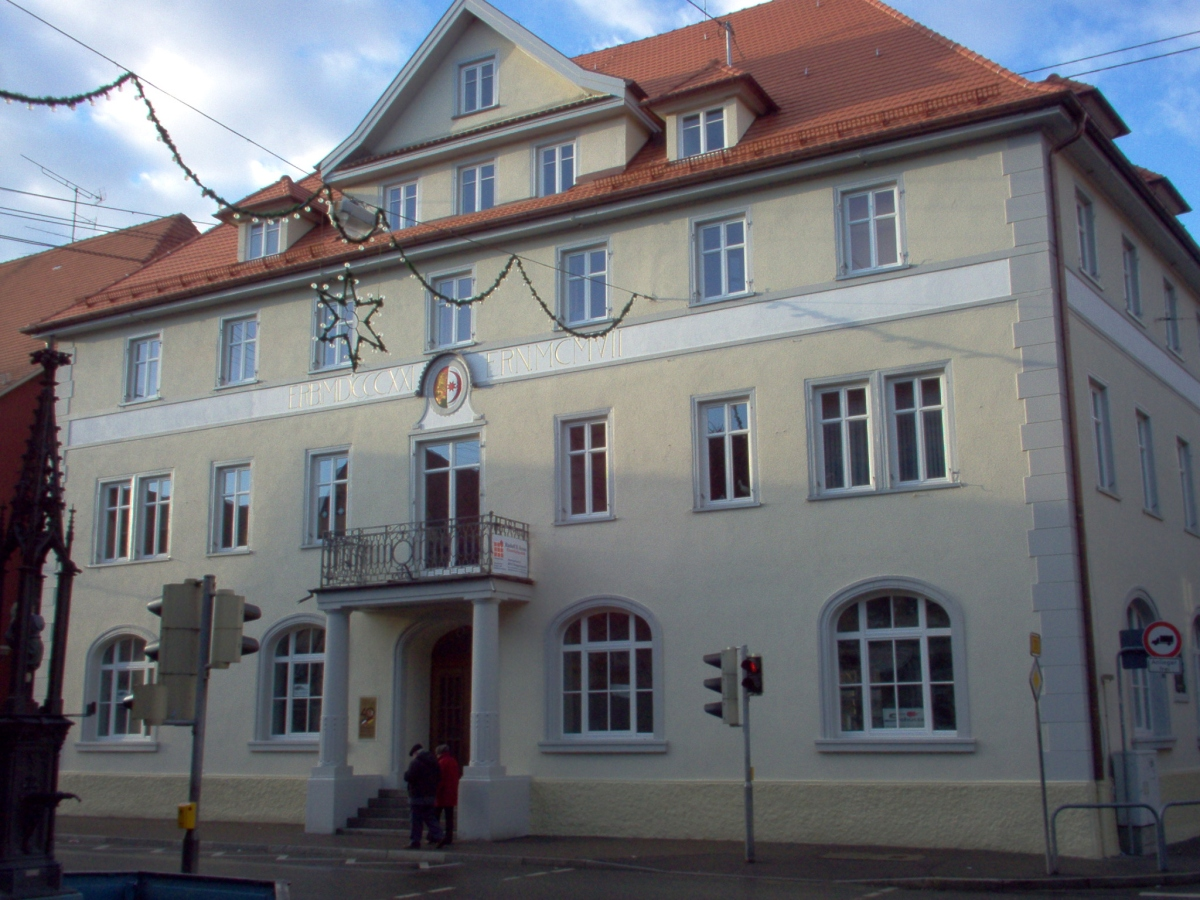
Rathaus der Stadt Mengen

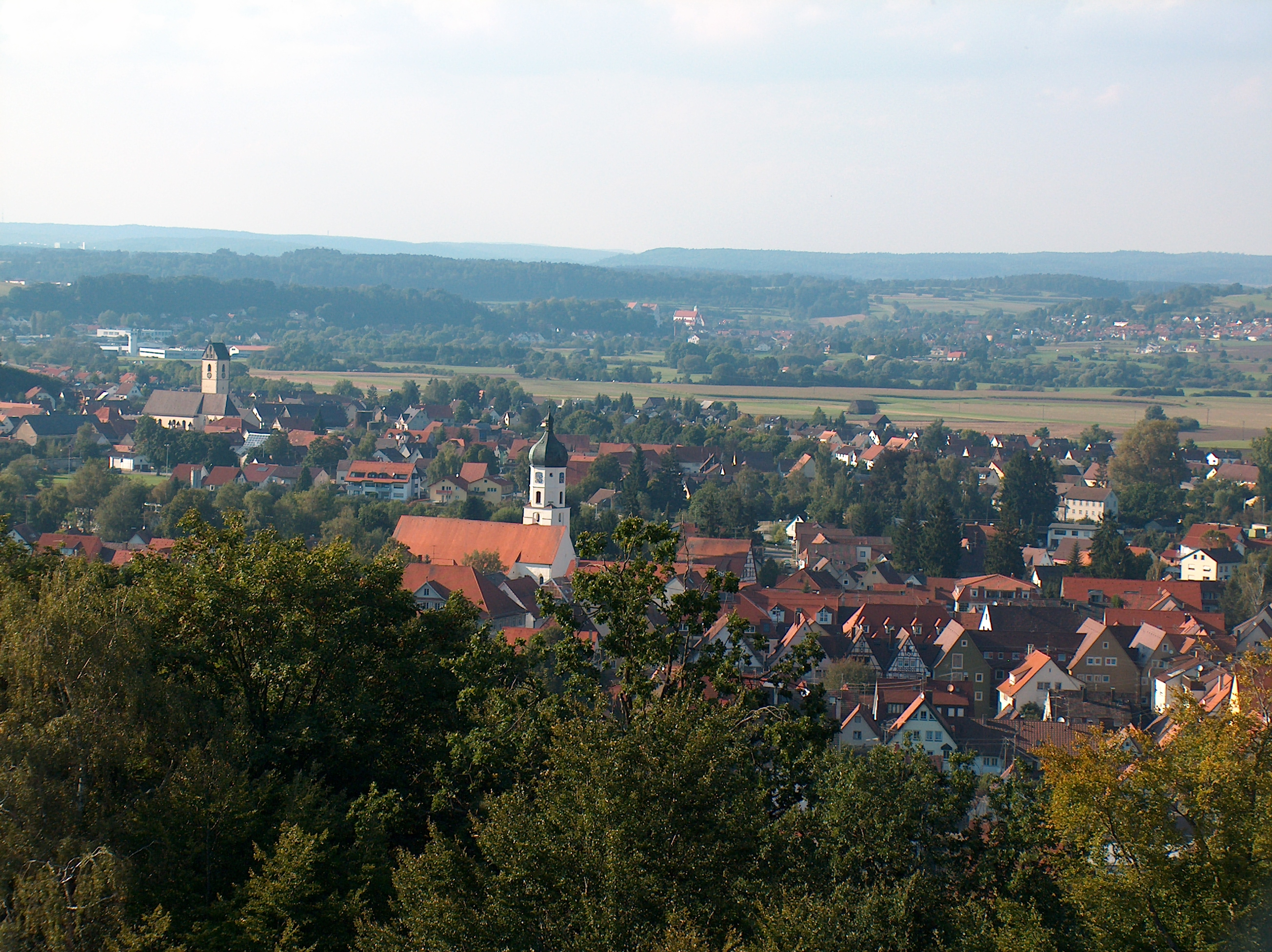
Mengen und das Donautal

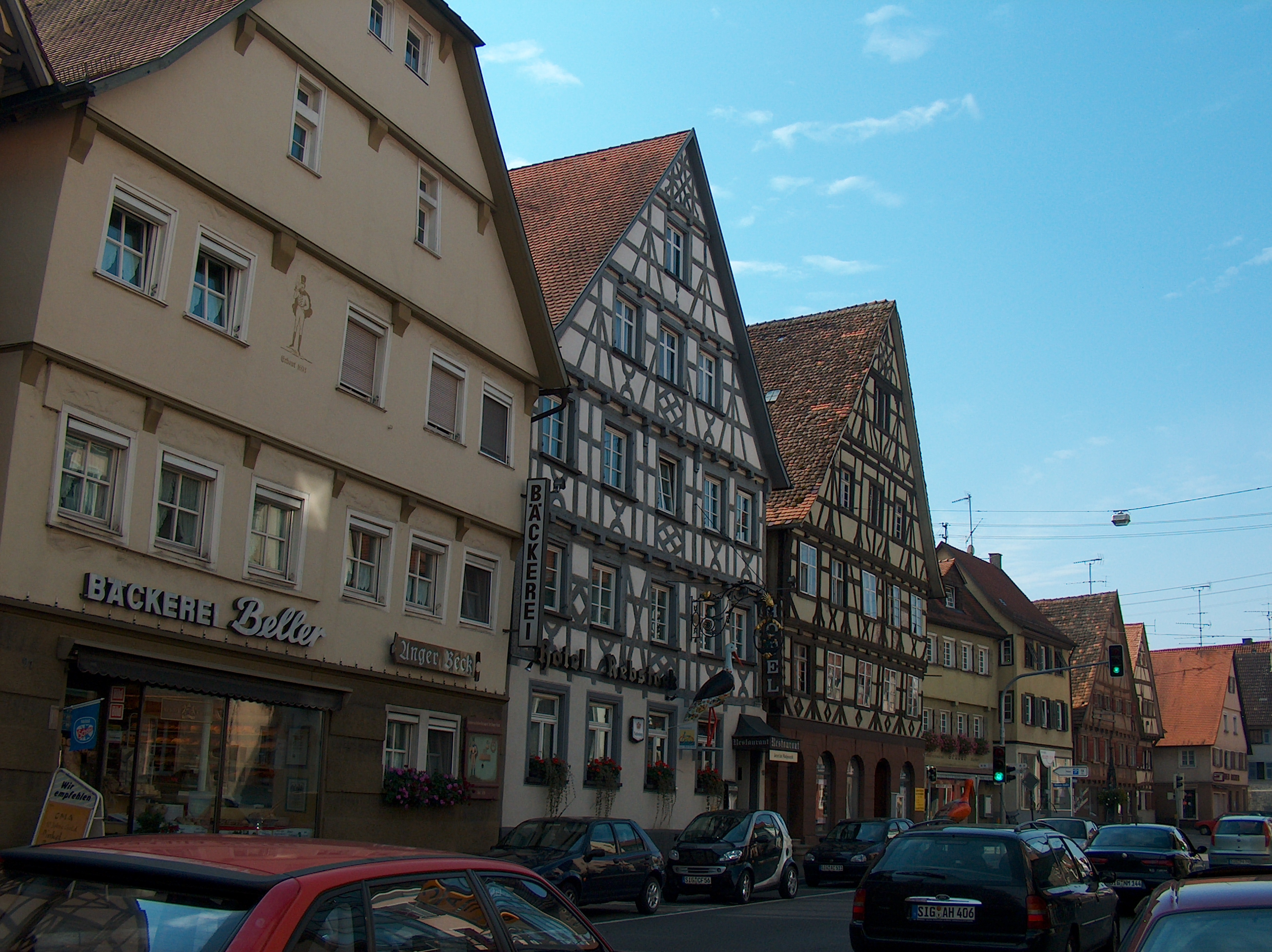
Hauptstraße Nr. 91 bis 105 in Mengen. Die Fachwerkhäuser Nr. 99, Nr. 101 (erbaut 1438) und Nr. 105 wurden mittlerweile abgebrochen.

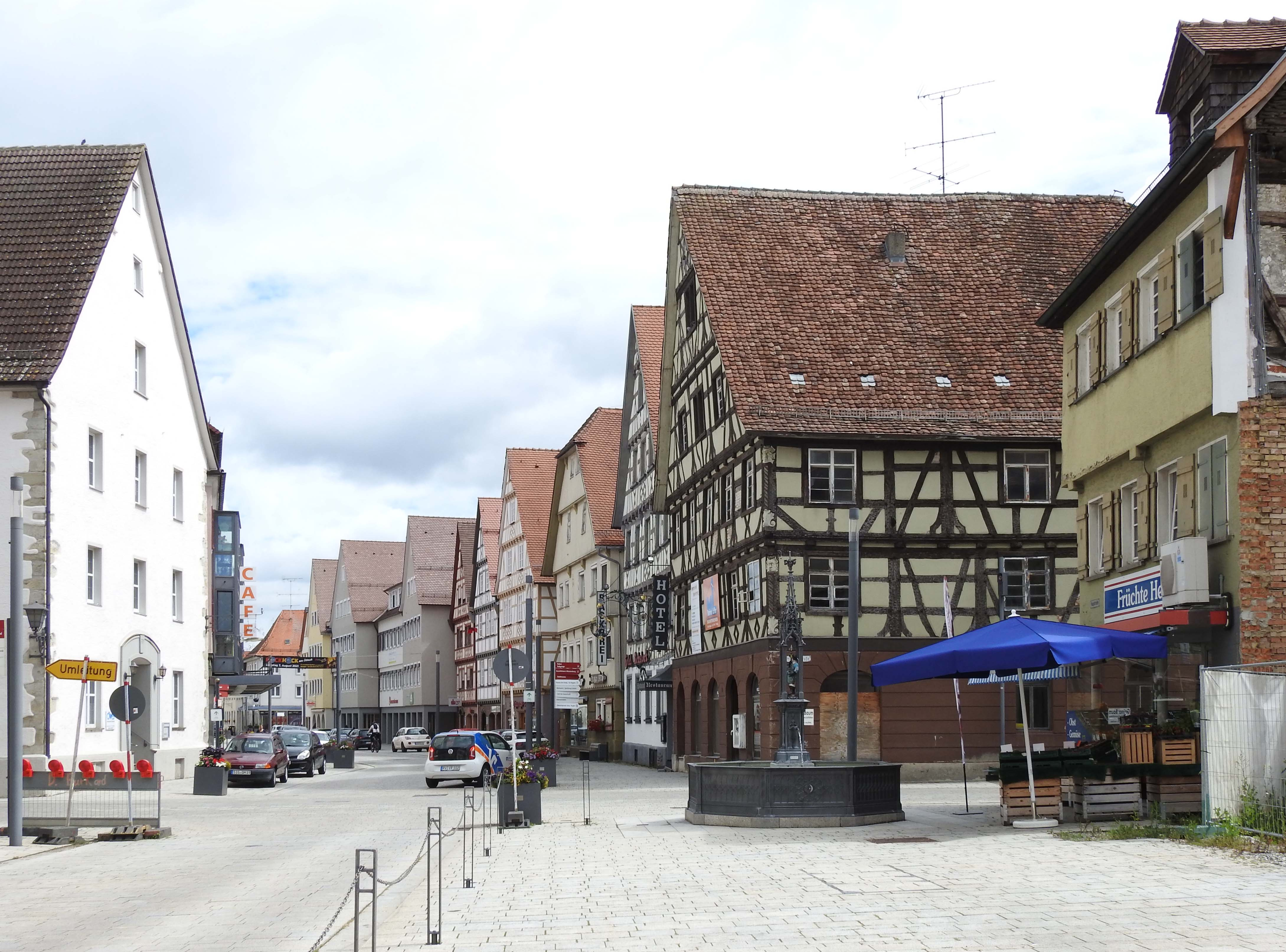
Hauptstraße von Südwesten

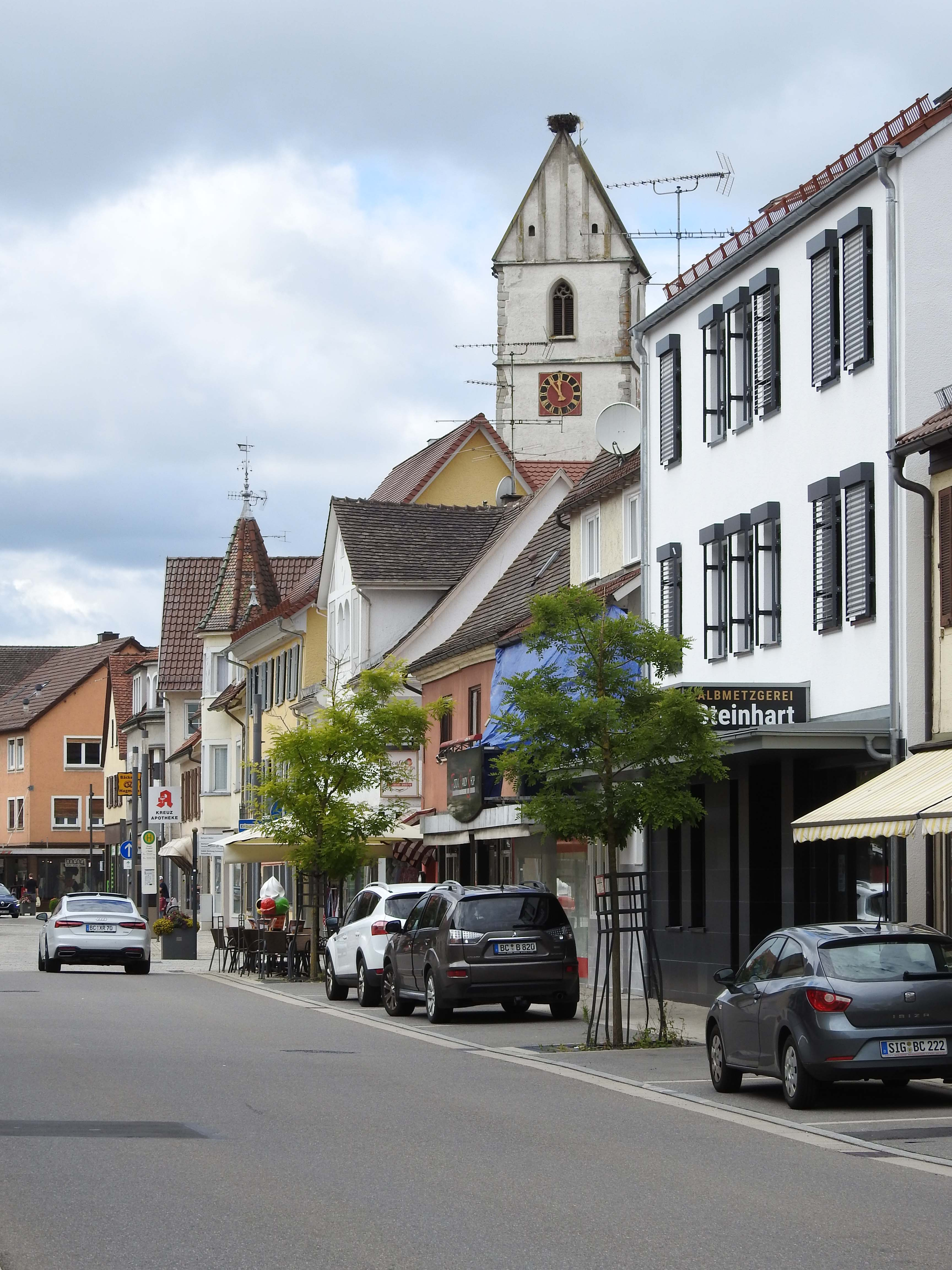
Hauptstraße mit Martinskirche

### Vorgeschichte und Antike
Das Gebiet um Mengen war schon in vor- und frühgeschichtlicher Zeit bewohnt. So fanden sich bei Mengen zwei spätbronzezeitliche Wagengräber mit vielen Metallartefakten. Römer bauten kurz nach Christi Geburt das Kastell Ennetach auf dem Ennetacher Berg, um einen Handelsweg zu schützen, der vom Mittelmeer zur Donau führte. 70 n. Chr. verlegten die Römer ihre jetzt überflüssige ältere Donaulinie des Raetischen Limes Richtung Schwäbische Alb und Neckar, siedelten aber bis etwa 260 weiter in Ennetach. Danach wurden sie durch die einfallenden Alemannen vertrieben. Diese siedelten sich in der Gegend an und gründeten viele Orte mit den Endungen „-ingen“, dabei auch Me-ingen.
Im Jahr 1876 wurde auf dem Gelände einer ehemaligen römischen Villa Rustica das bisher einzige in Oberschwaben erhaltene Farbmosaik der Römerzeit gefunden. Es zeigt in einem Medaillon das Haupt der Sagengestalt Medusa sowie Reste eines Flechtbandes, an dem sich ursprünglich weitere Medaillons anschlossen. Die übrigen Teile des Mosaikbodens sind nicht erhalten. Die Villa Rustica ist heute vollständig überbaut und nur wenig erforscht. Als „Medusa von Mengen“ bekannt, galt das Mosaikfragment seit dem Zweiten Weltkrieg als verschollen. Nach der Auffindung im Jahr 2002 im Landesmuseum Württemberg wurde es restauriert und war eine Zeit lang im Römermuseum Mengen-Ennetach zu sehen, ist aber nun wieder als Teil der Schausammlung Legendäre Meisterwerke im Landesmuseum in Stuttgart ausgestellt.

### Mittelalter
Das erste Mal urkundlich erwähnt wurde das Gebiet, als Kaiser Ludwig der Fromme im Jahr 819 Gebiete an der Ablach dem Kloster Buchau vermachte. 1170 hielt sich Friedrich I. Barbarossa für einen Hoftag in der Stadt auf. 1257 ist zum ersten Mal ein freies Mengen („Vrie Mengen“) dokumentiert. Das neue, heutige Mengen wurde etwa zwischen 1150 und 1250 besiedelt und entstand neben dem alten Mengen (heute Ennetach). Das alte und das neue Mengen sind durch die Ablach getrennt. Daher wurde, um die beiden Orte zu unterscheiden, das alte Mengen „jenseits des Flusses“ (Ennet ach) genannt.
Am 4. März 1276 erlangt Mengen das Stadtrecht, ausgestellt in Augsburg durch König Rudolf von Habsburg. Seit 1434 hatte Mengen auch das Recht der Blutgerichtsbarkeit.
Mengen war 1276 bis 1805 als eine der sogenannten fünf Donaustädte (zusammen mit Waldsee, Munderkingen, Riedlingen und Saulgau) vorderösterreichisch.
Der Beiname „Fuhrmannsstadt“ erinnert daran, dass Mengen im Mittelalter wichtiger Handels- und Verkehrsknotenpunkt war.

### Frühe Neuzeit
Um den 18. Mai 1632 war Mengen während des Dreißigjährigen Kriegs von schwedischen Truppen hart bedrängt, aber nicht eingenommen worden. Die Einwohner hatten intensiv die Gottesmutter angerufen und schrieben dieser daher auch die Errettung der Stadt vor den angreifenden Soldaten zu, weswegen noch heute jährlich das Maifest in Mengen gefeiert wird.
Im Jahr 1774 gab es in Mengen insgesamt 23 Gastwirtschaften, davon brauten 21 ihr Bier selbst.

### Württembergische Zeit
1806 fiel Mengen im Frieden von Pressburg an das Königreich Württemberg. Es wurde dem Oberamt Saulgau zugeordnet.
Am 7. Oktober 1819 brach in Mengen ein Feuer in der Altstadt aus. Dem „Großen Brand von Mengen“, der mit vergleichbar einfachen Mitteln bekämpft wurde, fielen damals viele Gebäude zum Opfer.
In den Jahren von 1870 bis 1872 wurde Mengen an das Netz der Württembergischen Staatsbahn angeschlossen. 1895/1896 gab es dank einer eigenen Anlage in der Stadt die erste Elektrizität, 1900 erhielt Mengen fließendes Wasser.
Bei der Kreisreform während der NS-Zeit in Württemberg gelangte Mengen 1938 zum Landkreis Bad Saulgau.
Im Zweiten Weltkrieg wurde die Stadt nicht zerstört, weil ein amerikanischer Bomberverband mangels Jägerschutz seinen Angriff nicht fliegen konnte. Auf dem Flugplatz Mengen-Hohentengen wurde die Dornier Do 335, einer der schnellsten Jäger des Zweiten Weltkriegs, erprobt.

### Nachkriegszeit
1945 wurde Mengen Teil der Französischen Besatzungszone und erfuhr somit 1947 die Zuordnung zum neu gegründeten Land Württemberg-Hohenzollern, welches 1952 im Land Baden-Württemberg aufging.
Mengen hat sich in den ersten Nachkriegsjahrzehnten deutlich gewandelt. Zwar ist der mittelalterliche Stadtkern erhalten geblieben, aber es kamen viele neue Wohngebiete hinzu. Das Wachstum begann zuerst im östlichen Stadtrand bis zum Friedhof und setzte sich später weit darüber hinaus fort. Im Süden entstand eine Siedlung mit Hochhäusern. Auf beiden Seiten der Bahnlinie kamen Industrie- und Gewerbeflächen hinzu, ebenso am südwestlichen Rand von Mengen.

### Eingemeindungen und neue Kreiszugehörigkeit
Die Gebietsreform in Baden-Württemberg brachte auch für Mengen einige Veränderungen. Am 1. Juli 1972 wurde Ennetach nach Mengen eingemeindet. Die Eingemeindung von Beuren, Blochingen, Rosna und Rulfingen erfolgte am 1. Januar 1975. Bereits seit dem 1. Januar 1973 gehörte Mengen im Zuge der Kreisreform in Baden-Württemberg zum Landkreis Sigmaringen.

### Einwohnerentwicklung
Die Einwohnerzahl der Gesamtstadt Mengen hatte ihren historischen Höchststand am 31. Dezember 2005 mit 10.205 Einwohnern. Seitdem ist sie wieder rückläufig und seit 2009 unter die 10.000er-Marke gefallen. Prognosen sagen, dass die Einwohnerzahl bis 2030 auf 9660 fallen wird.
| Jahr | Einwohner |
| ---- | --------- |
| 1991 | 9.486     |
| 1995 | 9.901     |
| 2000 | 10.111    |
| 2005 | 10.205    |
| 2010 | 9.886     |
| 2015 | 9.869     |
| 2020 | 9.876     |

## Religionen
Die Bevölkerung Mengens gehört überwiegend der römisch-katholischen Kirche an. Der evangelische Teil gehört über den Kirchenbezirk Biberach zur Evangelischen Landeskirche in Württemberg. Die Stadtmission Mengen ist dem Süddeutschen Gemeinschaftsverband angeschlossen, einem freien Werk innerhalb der Evangelischen Landeskirche.

## Politik

### Gemeinderat
Der Gemeinderat von Mengen besteht derzeit aus 24 gewählten ehrenamtlichen Mitgliedern, deren Amtszeit fünf Jahre beträgt, sowie dem Bürgermeister als ebenfalls stimmberechtigtem Vorsitzenden. Er wird nach dem Verfahren der unechten Teilortswahl gewählt, das den Ortsteilen von Mengen jeweils eine bestimmte Anzahl an Sitzen im Gemeinderat garantiert, wodurch sich die Gesamtzahl an Sitzen jedoch durch Ausgleichsmandate verändern kann. Die letzte Wahl am 9. Juni 2024 führte im Vergleich zur vorletzten Wahl 2019 bei einer Wahlbeteiligung von 58,7 % (+ 2,6 %p.) zu folgendem Ergebnis (mit Angabe der Veränderung zur Wahl 2019):
- Grüne: 2
- Freie Bürger: 8
- CDU: 14

| Partei / Liste | Stimmenanteil | +/− %p | Sitze | +/− |
| CDU            | 57,5 %        | + 8,6  | 14    | + 2 |
| Freie Bürger   | 34,4 %        | − 1,5  | 8     | ± 0 |
| Grüne          | 08,1 %        | − 1,5  | 2     | ± 0 |
| SPD*           | –             | − 5,6  | 0     | − 1 |
| Gesamt         | 100 %         |        | 24    |     |

* Die SPD ist 2024 nicht angetreten.
Darüber hinaus bestehen für die Ortsteile Beuren, Blochna, Ennetach, Rosna und Rulfingen jeweils eigene Ortschaftsräte.

### Bürgermeister
Am 6. Juli 2008 wurde Stefan Bubeck (CDU), damals Bürgermeister von Hettingen und Kreisrat, mit absoluter Mehrheit von 82,1 Prozent im ersten Wahlgang zum Bürgermeister gewählt. Amtsinhaber Christian Lange erhielt 3,1 Prozent (149 Stimmen). Bubeck wurde am 20. Oktober 2008 vereidigt. 2016 wurde Bubeck wiedergewählt, seine Amtszeit endete am 5. Oktober 2024. Bei der Bürgermeisterwahl 2024 trat er nicht erneut an. Am 14. Juli 2024 wurde Philip Schwaiger (CDU), Bürgermeister von Sigmaringendorf, mit 98,5 Prozent der Stimmen zum Bürgermeister gewählt. Er trat das Amt am 1. November 2024 an.
- 2000–2008: Christian Lange (FWV)
- 2008–2024: Stefan Bubeck (CDU)
- seit 2024: Philip Schwaiger (CDU)

### Wappen
| Wappen der Stadt Mengen | Blasonierung: „In gespaltenem Schild vorne in Rot auf grünem Dreiberg ein linksgewendeter goldener (gelber) Löwe, hinten in Silber (Weiß) vor einem zunehmenden roten Mond mit Gesicht ein sechsstrahliger roter Stern.“ |
| Wappen der Stadt Mengen | Wappenbegründung: Im Jahre 1281 verwendete die Stadt ein schildförmiges Siegel, in dem ein Löwe und ein abnehmender Mond zu sehen ist. Bei dem Löwen dürfte es sich um die Wappenfigur der habsburgischen Stadtherrschaft handeln, während der nicht sicher gedeutete Mond und der im 16. Jahrhundert dazugekommene Stern wohl das eigentliche städtische Bildkennzeichen bilden. In einem Glasgemälde von 1524 im Rathaus von Pfullendorf erscheinen die letzteren in den heute noch gültigen Farben allein im Schild der Stadt Mengen. Die jetzige Form des Wappens entwickelte sich nach und nach seit dem 18. Jahrhundert. |

### Städtepartnerschaften
Am 5. Juni 2016 jährte sich zum fünfzigsten Mal der Tag, an dem die Partnerschaft zwischen der Stadt Mengen und der französischen Stadt Boulay-Moselle besiegelt wurde. Diese Städtepartnerschaft kam aufgrund der Vermittlung der Internationalen Bürgermeister-Union für deutsch-französische Verständigung und europäische Zusammenarbeit in den Jahren 1965 und 1966 zustande und wurde feierlich am 4./5. Juni 1966 in Mengen beurkundet.
Eine weitere Partnerstadt Mengens ist seit 2013 das kroatische Novska im Westen Slawoniens. Die Stadt Novska hatte sich 2007 aufgrund einer Privatinitiative kroatischer Mitbürger erstmals an den „Spielen über Grenzen“ im Rahmen von Mengen-International beteiligt. Seit 2007 haben bereits mehrere gegenseitige Besuche stattgefunden.
Aus den freundschaftlichen Beziehungen entstand eine Städtepartnerschaft. Am 1. Juli 2013, dem Tag des kroatischen EU-Beitritts unterzeichneten die Bürgermeister Stefan Bubeck aus Mengen und Vlado Klasan aus Novska die Partnerschaftsurkunde.

## Kultur und Sehenswürdigkeiten

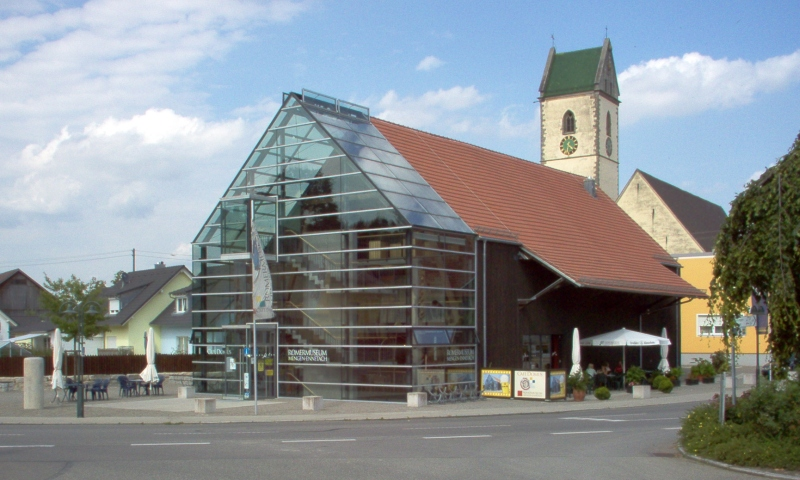
Römermuseum Ennetach

Die Stadt liegt an der Oberschwäbischen Barockstraße und ist Teil der Tourismusregion „Oberschwäbische Donau“.

### Museen
- Das Römermuseum Mengen-Ennetach im Ortsteil Ennetach zeigte von 2001 bis 2015 vor allem Fundstücke aus der Römerzeit, aber auch aus der Besiedlung während der Bronzezeit. Ende 2015 wurde das Museum nach Gemeinderatsbeschluss geschlossen.
- Das Heimatmuseum, das in einem Fachwerkgebäude aus dem 17. Jahrhundert – der ehemaligen Thurn- und Taxis’schen Posthalterei – errichtet wurde, wird seit Jahren renoviert. Derzeit wird das ebenerdige Stockwerk für wechselnde Ausstellungen genutzt. Die weitere Renovierung dauert an, bis die gesamten 800 Quadratmeter verfügbar sein werden.

### Theater und Kleinkunst
- Im Ortsteil Rulfingen wurde ein ehemaliges Kirchengebäude zur Kleinkunstbühne „Alte Kirche Rulfingen“ umgewandelt.

### Bauwerke
Die verkehrsberuhigte Altstadt von Mengen mit der 2012 bis Anfang 2015 sanierten Hauptstraße wurde einst durch Fachwerkbauten geprägt. Durch zahlreiche, seit den 1970er Jahren durchgeführte Abbruch- und Sanierungsmaßnahmen kam es jedoch bis in die jüngste Zeit zu starken Eingriffen in das historische Stadtgefüge. 2016 wurden die das Stadtbild prägende Häuserzeile Hauptstraße 115-23 zugunsten eines Seniorenheims abgerissen. Während Hauptstraße 115/117 1676/77 erbaut wurde, entstand Nr. 119 1686/87. Das noch 2005 vorhandene Haus Hauptstraße 101, dessen älteste Teile auf das Jahr 1438 zurückgingen, ist mittlerweile ebenfalls verschwunden. Durch Neubauten ersetzt wurden ferner die Fachwerkhäuser Hauptstraße 98, Nr. 99 und Hauptstraße 112 (1422).

#### Kirchen und Kapellen

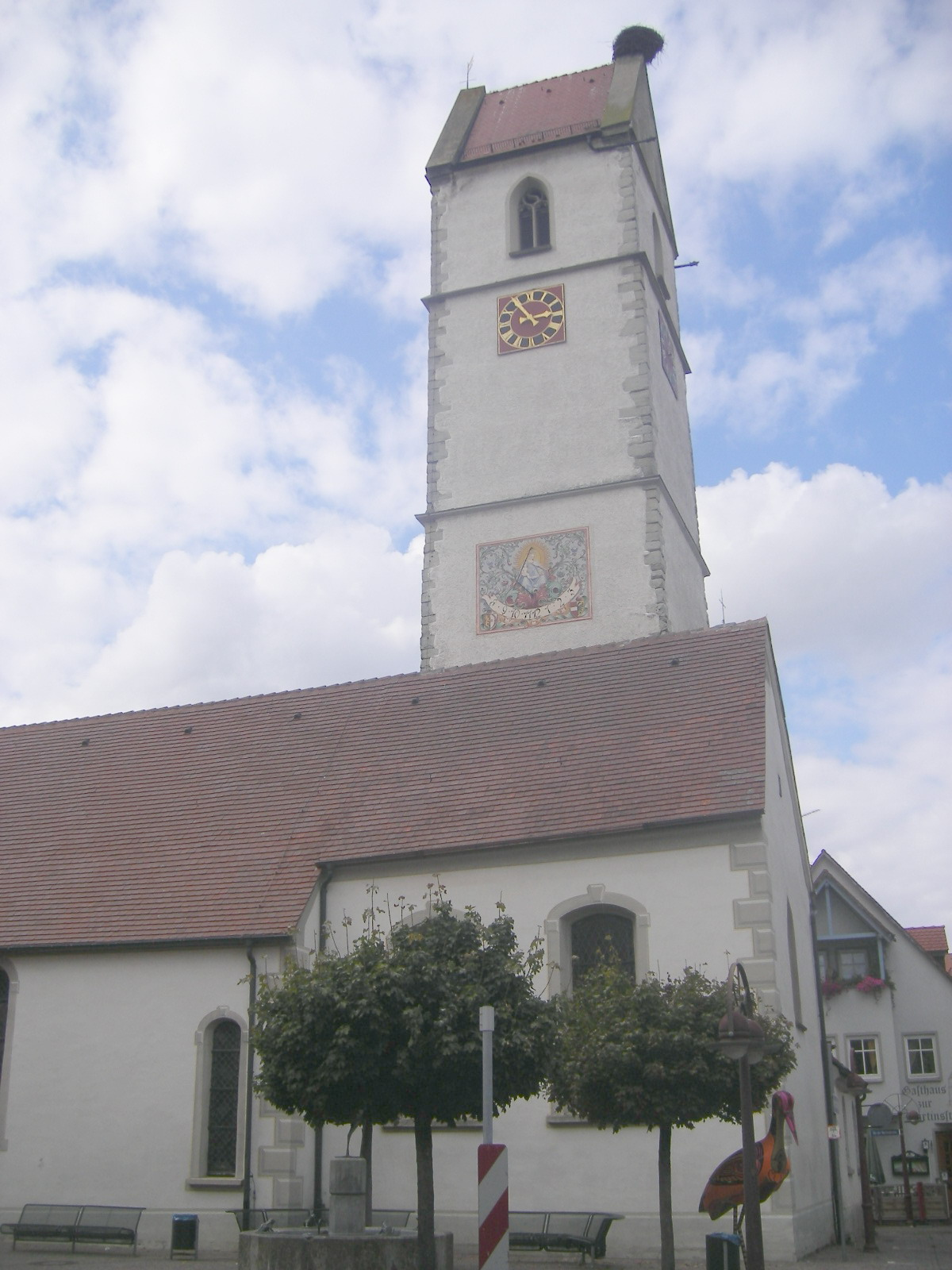
Martinskirche in Mengen

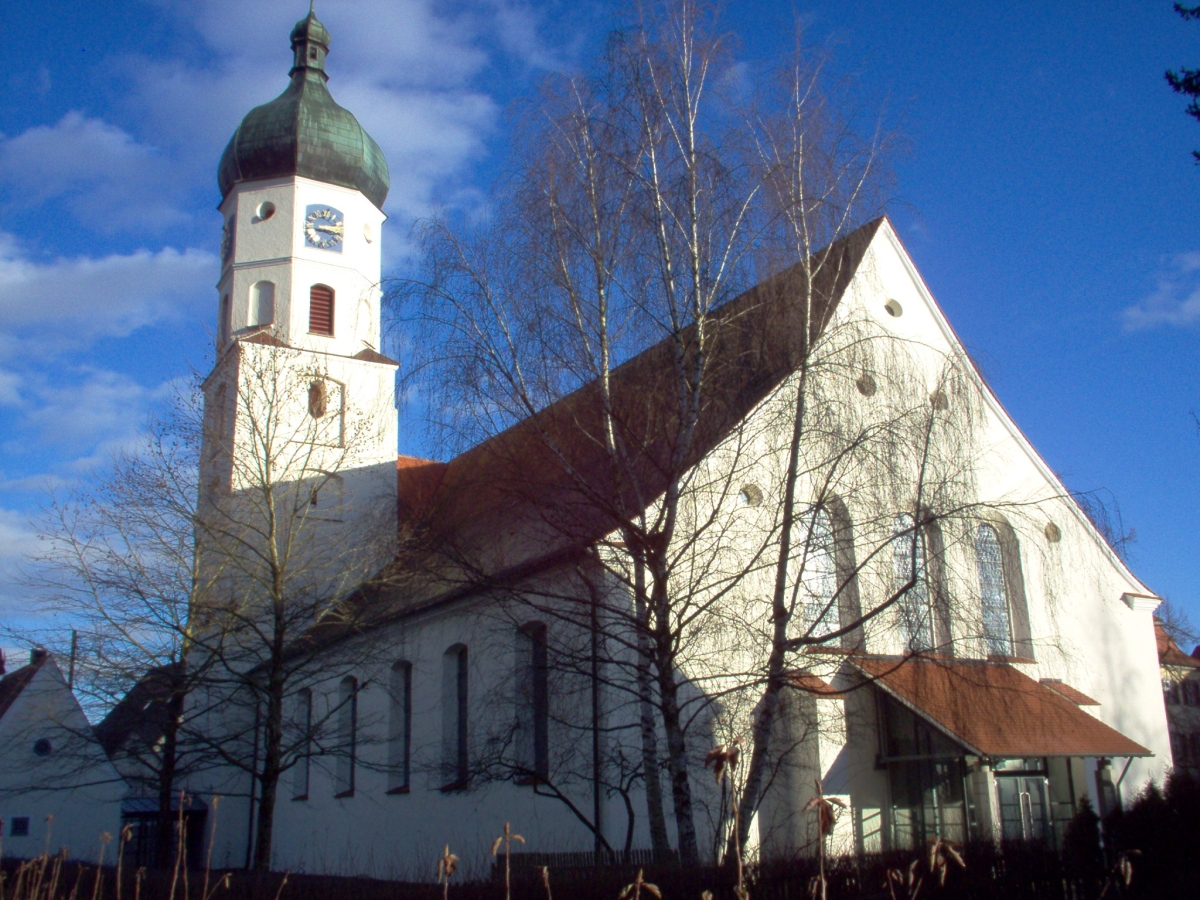
Liebfrauenkirche Mengen

- Die katholische Martinskirche im Stadtzentrum, Hauptstraße 68, ist dem Heiligen Martin geweiht. Ihr Turm mit heutigem Storchennest gleicht eher einem Wehr- als einem Kirchturm. Die ursprünglich frühgotische Fassung wurde im 11./12. Jahrhundert erbaut. Die Kirche wurde 1275 erstmals urkundlich erwähnt. Sie beherbergte von 1275 bis 1805 eine eigene Pfarrei. Nach einem Brand im Jahre 1819 stand das Kirchengebäude vor dem Abriss, gegen den Willen der württembergischen Obrigkeit bewahrten aber die Bewohner Mengens das Gebäude. Architektonisch ist die barocke Kirche durch ihren alten Turm bestimmt. Die im Historismusstil umgestaltete Chorraumdecke ist in Holzkassetten aufgeteilt, die aufwändig gestaltete Malerei, mit vielen Farbabstufungen, anspruchsvoller Schablonenmalerei, Vergoldung und Profilleisten ist rund hundert Jahre alt und wurde 2011 restauriert. Die Decke teilt sich in zwei Bereiche auf. Auf der nördlichen Seite mussten 2008 die Kassetten entfernt werden, weil sie vom Holzschwamm befallen waren.[22]
- Nicht weit von der Martinskirche steht das zweite katholische Kirchengebäude Mengens, die Liebfrauenkirche, geweiht der Mutter Gottes, nahe der Ablach. Sie hat ihren Ursprung im Jahr 1290 und wurde 1604 umgebaut. Die Liebfrauenkirche ist eine gotische Basilika mit dreischiffigem Langhaus, welche 1742 barockisiert wurde. Sie ist ausgestattet mit Stuckaturen und Fresken, der „Gnadenstätte zum Ölberg“ (1749), sowie originalen typischen Tonfiguren aus dem Leidensweg Christi und Grablegung.
- Die Pauluskirche, erbaut 1957, ist die einzige evangelische Kirche der Stadt. In ihr hält die evangelische Gemeinde ihre Gottesdienste ab.[23]
- Die (ehemalige) St.-Ulrich-Kirche in Rulfingen, heute als Alte Kirche bezeichnet, wurde im Jahr 1759 erbaut; der Turm stammt aus dem 15. Jahrhundert. Stuckaturen im Innenraum stammen aus der Hand von Johann Jakob Schwarzmann. Die Plastiken wurden von F. M. Hop gefertigt. Die Kirche wurde nach dem Neubau einer Pfarrkirche profaniert und dient heute als Veranstaltungsort für Konzerte und Kleinkunstdarbietungen.
- Die (neue) St.-Ulrich-Kirche in Rulfingen wurde 1974 geweiht.
- Die gotische Kirche St. Cornelius und Cyprius im Ortsteil Ennetach wurde 1491 eingeweiht. Das Chorgestühl wurde 1509 von Jörg Syrlin dem Jüngeren gefertigt. Die gotischen Spitzenschnitzereien stammen von Niklaus Weckmann dem Älteren.
- Die Ennetacher Antoniuskapelle ist ein Sakralbau aus dem 16. Jahrhundert und wurde 1541 erstmals erwähnt.
- Die Kapelle im Ortsteil Beuren wurde im Jahr 1908 geweiht und gehört zur Kirchengemeinde Hundersingen-Beuren.[24]
- St.-Michaels-Kirche in Rosna
- Oberhalb von Rosna befindet sich die unter der Stifterfamilie Josef und Erna Kugler gebaute Bruder-Klaus-Kapelle. Die Kapelle mit dem Gnadenbild der dreimal wunderbaren Mutter, Königin und Siegerin von Schönstatt, und einer aufgesetzten Glocke auf dem mit Biberschwänzen gedeckten Kapellendach ist dem heiligen Nikolaus von Flüe, auch „Bruder Klaus“ genannt, als Fürsprecher gewidmet.

#### Kloster Mengen
Von 1282 bis 1725 bestand in Mengen ein Wilhelmitenkloster. Nach dem Rückzug der Wilhelmiten wurde die „Marienpforte“ zu Mengen 1725 dem Kloster St. Blasien, einem Benediktinerkloster in St. Blasien im Südschwarzwald, inkorporiert, sprich das Klostergebäude an St. Blasien verkauft. Drei bis fünf „St. Blasianer“ bewohnten unter einem Superior, welcher zugleich Stadtpfarrer bei St. Martin war, das damalige Benediktiner-Hospiz und versahen den Gottesdienst von Rulfingen. 1735 verkauften diese das Kloster an die Abtei Petershausen, um es schließlich 1773 wieder zurückzukaufen. Inzwischen war von 1741 bis 1744 das Kloster und die zugehörige Klosterkirche unter Franz Schächtelin durch Peter Thumb im barocken Stil neu erbaut worden. Von 1740 bis 1773 finden sich die „Petershauser“ als Bewohner des Ordenshauses in Mengen und Verwalter der Kirchenpflege an der Kapelle zu Rulfingen. Nachdem das Kloster Mengen 1806 durch die württembergische Obrigkeit aufgehoben worden war und 1810 die Klosterkirche nach einem Brand abgerissen werden musste, überließ man das Klostergebäude schließlich 1820 der Stadt Mengen, die darin eine Volksschule einrichtete. 1978, nach dem Neubau des Ostflügels an dem Platz, an dem früher die Klosterkirche gestanden hatte, bezog das Gymnasium Mengen die Räumlichkeiten des ehemaligen Klosters.

#### Profanbauten

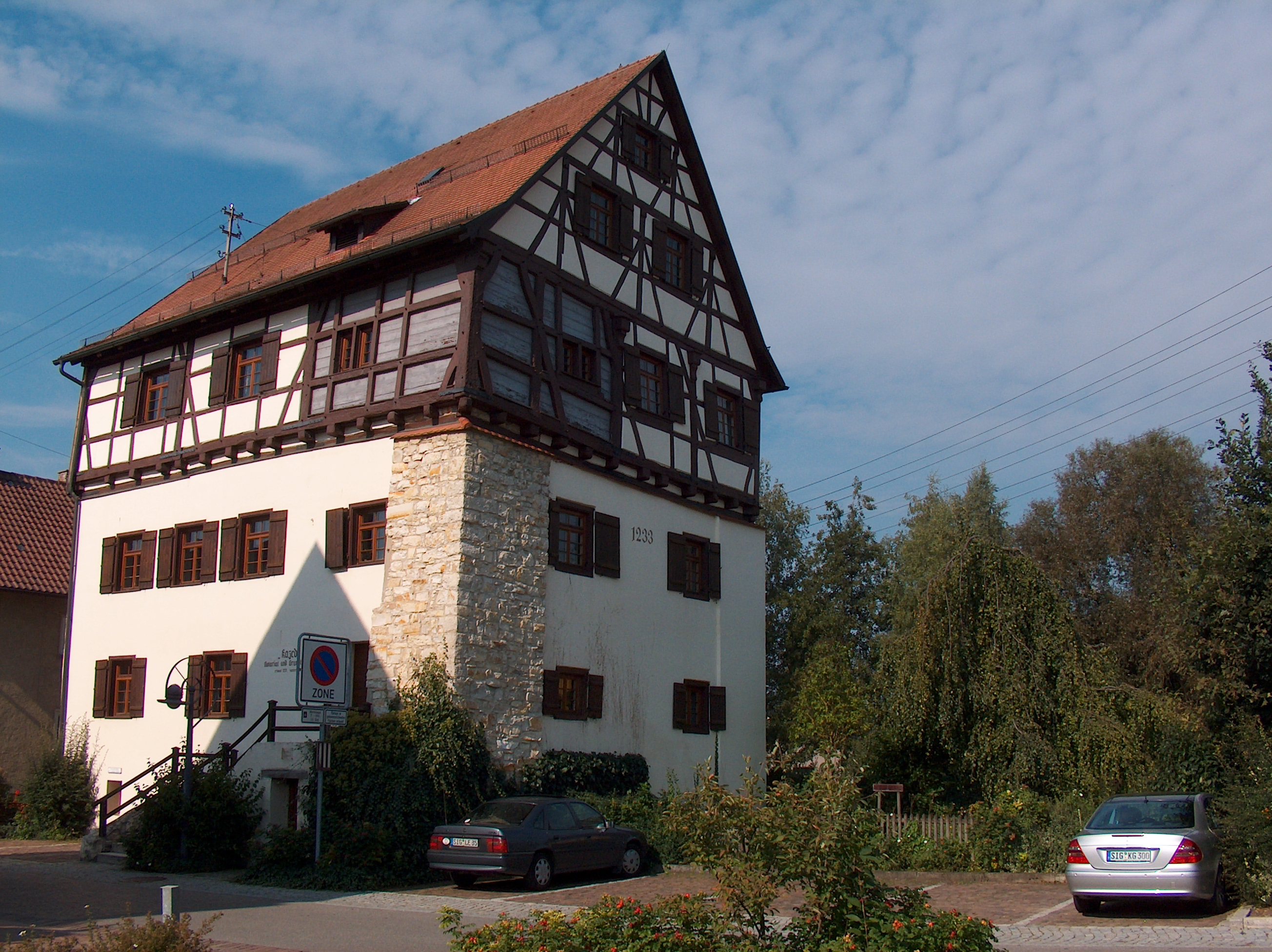
Das älteste Gebäude von Mengen: die Kazede, erbaut 1233

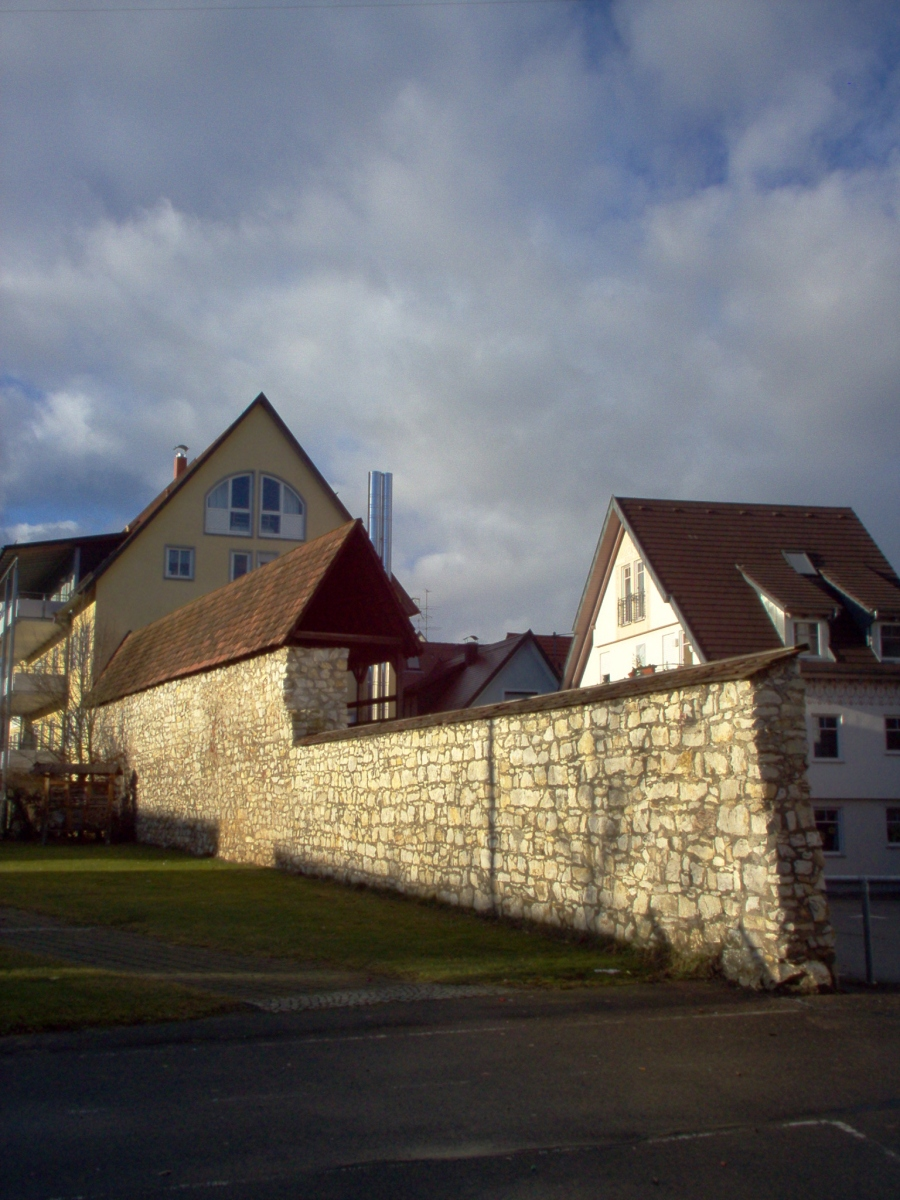
Reste der Stadtmauer

- Der Aussichtsturm auf dem Missionsberg (605,5 m) hoch über Mengen beherbergt eine einmalige Ausstellung. Sechs Tafeln, jeweils 1,5 Meter breit und 2,9 Meter hoch, bilden eine durchgehende Collage, die sich über gut 17 Höhenmeter des Aussichtsturms erstreckt. Sie zeigen die Entwicklung der Erde und die Entstehung und Entwicklung der Menschen. Doch nicht nur Geologie, Biologie und Technik werden thematisiert, auch geistige und seelische Gefühlslagen. So führt der Turm den Besucher von der Tiefe mit schweren Farben und eckigen Formen in die Höhe und bringt dort mit leichten Farben und runden Formen die Sehnsucht des Menschen nach „Weite“ nach „Ewigkeit“ und „Himmel“ zum Ausdruck. Die einzelnen Abschnitte dieser Wege durch die Erd-, Welt- und Zeitgeschichte sind mit Zitaten und Texten versehen, die den Besucher auf seinen Aufstieg oder beim Abstieg zum Verweilen oder intensiven Beschäftigung mit dem einen oder anderen Thema einladen.
- Das Haus Alter Fuchs, Schwarzadlerstraße 15 in Mengen, wurde der Sage nach 1276 durch Albrecht von Kiburg, der älteste Sohn König Rudolfs von Habsburg, erbaut. Es soll am Eingang einen Halbturm gehabt haben und von einem umschlossenen Hofraum umgeben gewesen sein. Das mächtige viergeschossige Haus, das in die Südost-Ecke der Stadtmauer einbezogen war, wurde bis in die Höhe von acht Metern, also in den ersten drei Geschossen, als Bruchsteinmauer ausgeführt. Das vierte Geschoss besteht aus Fachwerk. Da mindestens bis zum zweiten Stockwerk Schießscharten eingebaut waren, hatte das Gebäude wohl auch die Aufgabe, die Stadtmauer an dieser Stelle zu verstärken. Das Haus wurde 1530 umgebaut und erhielt zu dieser Zeit die Bezeichnung „Westerstettisches Haus“ nach dem Eigentümer Dietrich Dieteg von Westerstetten (1527–1532). Besitzer wechselten vielfach, 1785 wurde eine „Wirtschaft zum Fuchs“ eingerichtet, die dem Haus die Bezeichnung „Alter Fuchs“ einbrachte. Das Gebäude befindet sich heute im Eigentum der Stadt Mengen, die nach und nach alle Hausanteile aufkaufte. 1975 wurde das Haus gründlich renoviert und seither befanden sich die Altentagesstätte, die städtische Bücherei und die Volkshochschule im Gebäude. Im April 2014 musste das Gebäude aber wegen zu vieler bautechnischer Mängel für die Öffentlichkeit vorerst geschlossen werden.[26]
- Das Rathaus der Stadt wurde 1821 erbaut und in den Jahren 1907 und 2008 erneuert.
- Das älteste Haus der Stadt, die Kazede, erbaut 1233, beherbergte bis 2017 ein Notariat.
- Teilweise erhaltene, mittelalterliche Stadtmauer.

### Natur
Bei Blochingen haben sich, nicht zuletzt durch Renaturierungsmaßnahmen in den Donauauen in den letzten Jahren, wieder Biber angesiedelt. Auf der Gemarkungsfläche der Stadt Mengen gibt es inzwischen rund 30 Biber (Stand: Mai 2015).

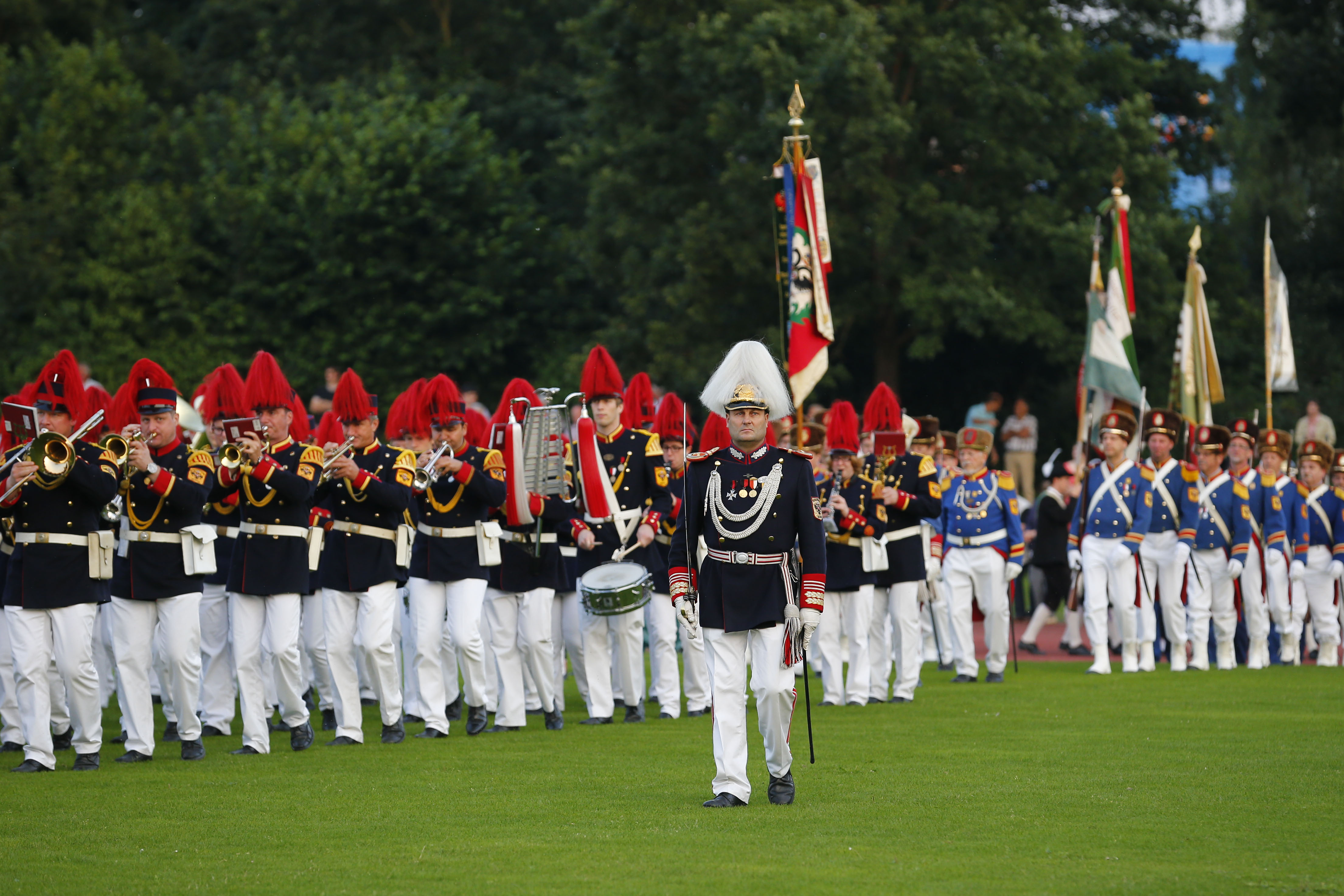
Bürgerwehr Mengen mit Hauptmann Georg Bacher, Heimattage Mengen
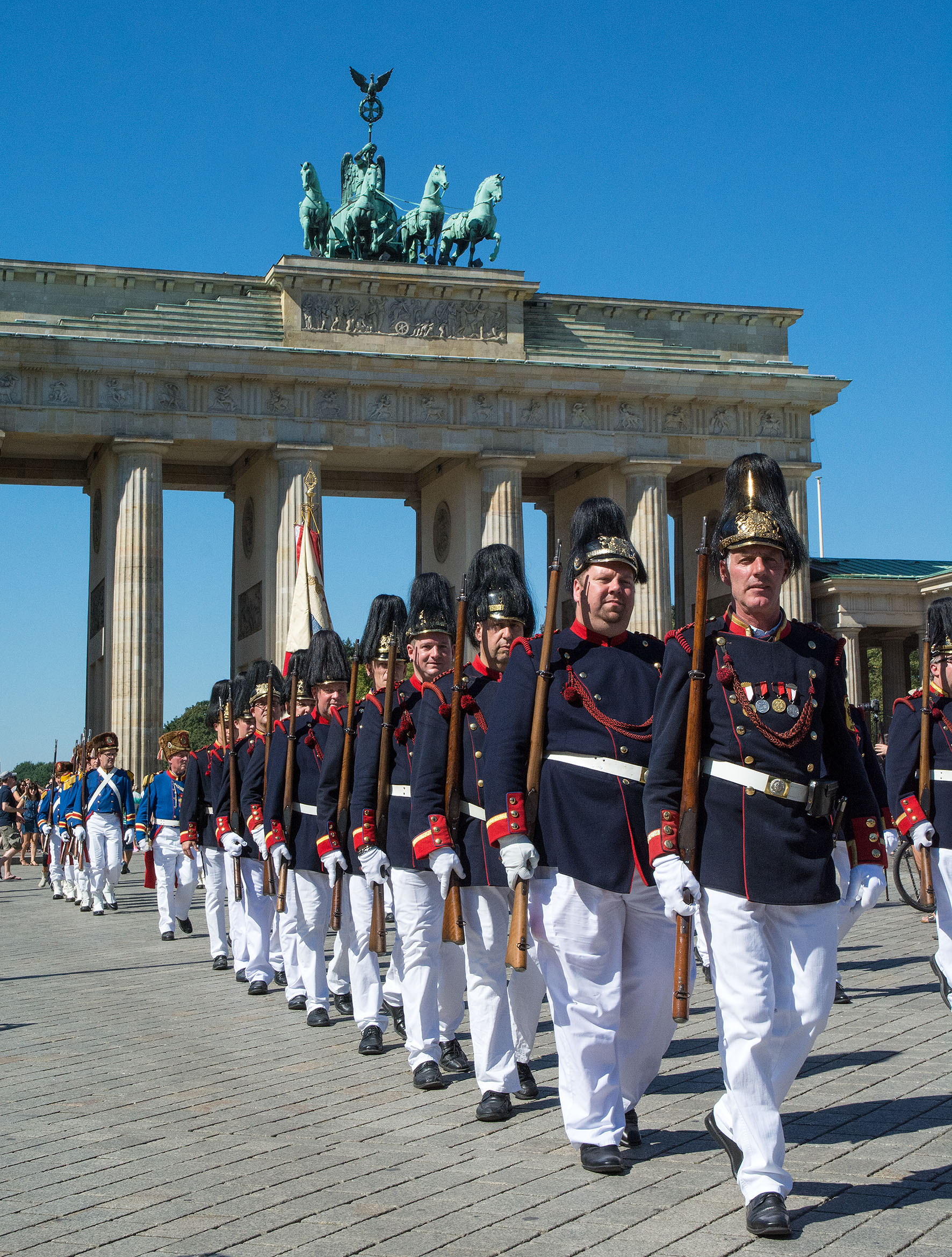
Bürgerwache Mengen vor dem Brandenburger Tor, Berlin 2016

### Bürgerwache
Die Bürgerwache Mengen ist ein Traditionsverein. Ihren Ursprung hat die Bürgerwache mit der Stadterhebung im Jahre 1276, als jeder Bürger verpflichtet wurde, bei den Wehranlagen mitzubauen und für Schutz und Verteidigung gegen Belagerungen und Plünderungen zu sorgen. Nach dem Dreißigjährigen Krieg hatten die Bürgerwehren nur noch repräsentative Aufgaben, die symbolisch an die Zeit des aktiven Schutzes erinnerten. Nach 1806 wurden sie sogar verboten, durften sich aber bald wieder formieren. Sie ist von dem Gedanken des Schutzes geprägt, offensiv militant ist sie nie geworden. Gemäß der Losung „Gott–Heimat–Vaterland“ tritt die Bürgerwache heute nur noch an Festen auf.
Jährlicher Höhepunkt ist das Ausrücken am Maifest. Hier führt die Bürgerwache am Vorabend eine Serenade mit dem „Großen Zapfenstreich“ auf, am Sonntag folgt eine feierliche Prozession durch die Stadt. Die Wehr mit ihren 150 Soldaten rückt zudem am dritten Samstag im Januar zu ihrem Jahrtag, an Fronleichnam und am Volkstrauertag aus und rückt auch auswärts im öffentlichen Interesse aus.

### Regelmäßige Veranstaltungen
Neben dem traditionellen Maifest ist Mengen vor allem für die Heimattage bekannt. Diese finden alle vier Jahre statt und die gesamte Stadt beschäftigt sich vier Tage lang mit ihrer Geschichte. Neben dem großen Zapfenstreich durch die Bürgerwache beinhalten die Heimattage einen Handwerkermarkt, einen historischen Festumzug und das montägliche Kinderfest, bei dem die Kinder der Schulen und Kindergärten aus Stadt und Teilorten bunt geschmückt durch die Stadt ziehen.

## Wirtschaft und Infrastruktur

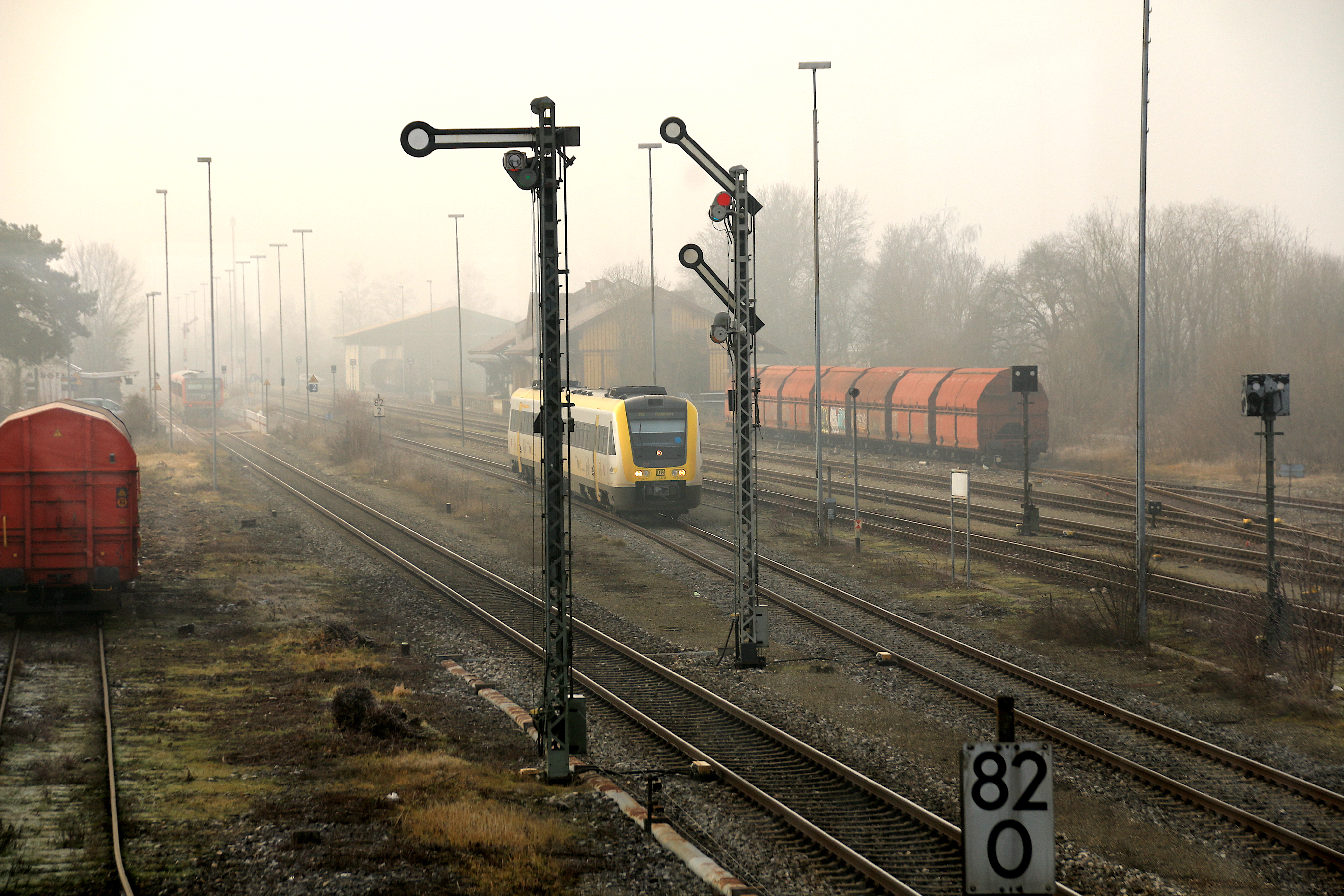
Blick vom Stellwerk 1 auf den Bahnhof Mengen. Zugsausfahrt Gleis 2 Richtung Herbertingen

### Verkehr

#### Schienen- und Busverkehr
Mengen liegt an der Bahnstrecke Ulm–Sigmaringen. Der Bahnhof Mengen liegt am nördlichen Rand der Kernstadt. Hier halten alle Regional-Express- und Regionalbahn-Linien. Mengen verfügt über stündliche Verbindungen nach Ulm und Aulendorf. In das nahe Sigmaringen fahren zwei Züge pro Stunde. Nach Tübingen und Donaueschingen gibt es einen Zwei-Stunden-Takt. In Mengen beginnt die Hegau-Ablachtal-Bahn nach Stockach und Radolfzell. Auf dieser Strecke gibt es seit 2021 zwischen Mengen und Stockach unter der Bezeichnung Biberbahn sonntags wieder Freizeit-Personenverkehr.
Mengen gehört zum Verkehrsverbund Neckar-Alb-Donau (NALDO).

#### Radverkehr
Über Alltagsradrouten aus dem Radnetz Baden-Württemberg ist Mengen 
- über den Stadtteil Ennetach und über Scheer und Sigmaringendorf mit Sigmaringen,
- über Herbertingen mit Riedlingen sowie mit Bad Saulgau und
- über den Stadtteil Rulfingen und über Krauchenwies mit Meßkirch verbunden.

Der Donauradweg führt von Donaueschingen über Passau, Wien und Budapest bis zur Mündung in das Schwarze Meer. Er wird zwischen Tuttlingen und Passau auch als EuroVelo-Route EV6 und als D-Route 6 geführt. Er führt dabei durch Mengen.
Mengen ist Mitglied der Arbeitsgemeinschaft Fahrrad- und Fußverkehrsfreundlicher Kommunen in Baden-Württemberg.

#### Bundesstraßen
Durch die Stadt führen die Bundesstraße 311 von Geisingen nach Ulm und die Bundesstraße 32 von Hechingen nach Ravensburg.

#### Luftverkehr
Etwa drei Kilometer östlich der Stadt liegt ein Verkehrslandeplatz, der Flugplatz Mengen-Hohentengen. Dieser hat den ICAO-Code EDTM.

### Öffentliche Einrichtungen
In der Oberschwaben-Kaserne Mengen/Hohentengen befanden sich bis zur Schließung 2012 Teile des Luftwaffenausbildungsregiments. Die Stadt unterhält mehrere Turn- und Festhallen. Das städtische Hallenbad wurde 2009 nach einem Brand neu aufgebaut, verfügt über ein Becken der Größe 25 × 12,5 Meter und einen Saunabereich. Daneben gibt es noch ein Freibad.

#### Bildung

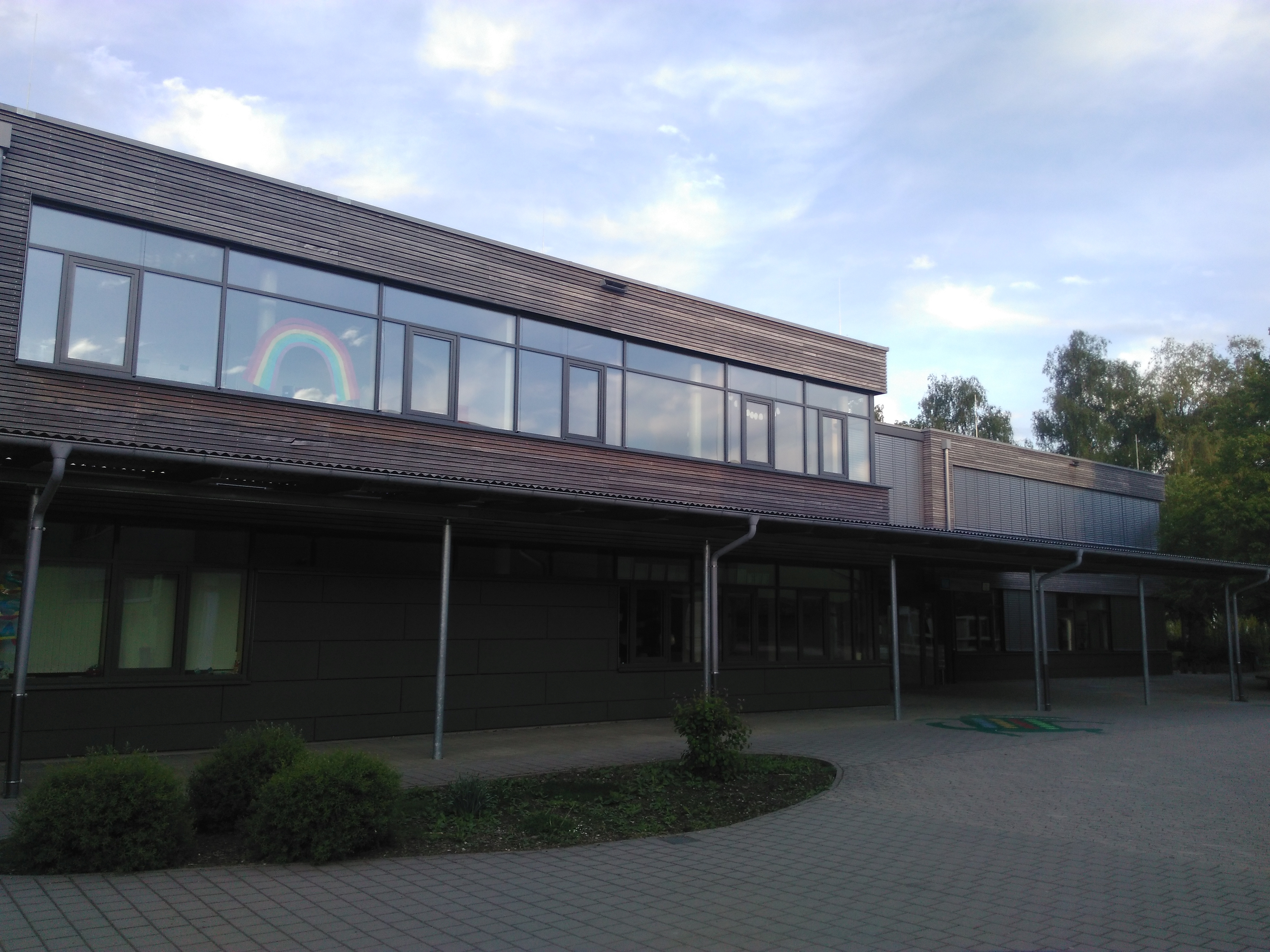
SBBZ Astrid-Lindgren-Schule

Mengen verfügt über sechs Kindergärten. In der Kernstadt und im Teilort Rulfingen befinden sich Regelkindergärten in städtischer Trägerschaft, darunter ein Kinderhaus mit Montessori-Zug. Ebenfalls in der Kernstadt sowie in den Teilorten Ennetach und Blochingen gibt es Kindergärten in kirchlicher Trägerschaft. Im Teilort Beuren befindet sich ein Sprachheilkindergarten, der dem SBBZ Astrid-Lindgren-Schule angegliedert ist. Ein integrativer Kindergarten im Teilort Rosna wurde 2020 geschlossen und in den Städtischen Kindergarten integriert. Die Ablachschule ist die Grundschule der Stadt. Sie ist als Nachbarschaftsgrundschule organisiert, seit den 2010er-Jahren sind die ehemaligen Teilortgrundschulen vollständig aufgelöst und in die Ablachschule integriert. Das SBBZ Astrid-Lindgren-Schule mit Förderschwerpunkt Lernen befindet sich seit einigen Jahren auf einem gemeinsamen Campus mit der Ablachschule. Die ehemalige Werkrealschule Sonnenlugerschule wurde im Zuge der regionalen Schulentwicklung der 2010er-Jahre zur Gemeinschaftsschule. Ferner gibt es vor Ort eine Realschule und ein Gymnasium. Weitere Bildungseinrichtungen sind die Stadtbücherei, eine Jugendmusikschule, sowie die Volkshochschule.

#### Postwesen
Ausgangspunkt für das heutige Postwesen in Mengen waren die Kurierdienste der Städte, Klöster, Höfe und Universitäten. Bereits vor 1622 wurde in Mengen eine Poststelle in Mengen erwähnt. Seit dieser Zeit sind Posthalter in der Stadt bekannt, zuerst im Gasthof Greifen, später im Gasthaus Goldener Greif, der Thurn- und Taxis’sche Posthalterei, dem heutigen Stadtmuseum. Um 1650 führte eine Postlinie von Schaffhausen am Rhein in der Schweiz über Mengen in die Freie Reichsstadt Ulm an der Donau. Zehn Jahre später fuhren erstmals Postwagen auf der Linie Wien–Mengen–Paris. 1680 verkehrt der Reichspostkurs viermal wöchentlich von Ulm über Ehingen, Riedlingen und Mengen nach Stockach.
Von 1806 bis 1819 und von 1851 bis 1918 bestand ein Königlich Württembergisches Postamt, in den Jahren 1819 bis 1851 führte das Haus Thurn und Taxis im Auftrag Württembergs den Postdienst. 1911 erfolgte der Umzug in das neue Postamt am Schillergarten. Nach Deutscher Reichspost (1920), Deutscher Post (1947) und Deutscher Bundespost (1950) lautet der heutige Name seit 1995 Deutsche Post AG; die Filiale befindet sich in der Karlstraße 8–10.

## Ansässige Unternehmen
Der Mengener Teilort Ennetach ist Sitz des großen Teigwarenherstellers Buck (Marken: Gaggli, Dorfmühle, Pasta Solino u. a.)

## Sport
Die erste Männer-Mannschaft der Triathlon-Abteilung des TV Mengen 1863 e. V. tritt nach zwei Aufstiegen in Folge 2012 und 2013 in der 1. Triathlon-Bundesliga an. Auch 2015 trat die Mannschaft unter dem Namen Schunk Team TV Mengen in der 1. Bundesliga an.

## Persönlichkeiten

### Ehrenbürger
- 1950: Benedikt Baur (1877–1963), Theologieprofessor, von 1938 bis 1955 Erzabt von Beuron[40]
- 1960: Carl Gruber, Stadtrat[40]
- 1982: Hermann Zepf, Bürgermeister,[40] seit 1987 Träger der Verdienstmedaille des Landes Baden-Württemberg
- 2010: Otto Bacher (1935–2020), langjähriger Stadtrat und Kreisrat, Träger des Verdienstkreuzes am Bande und Verdienstkreuzes Erster Klasse des Verdienstordens der Bundesrepublik Deutschland[40][41]

### Söhne und Töchter der Stadt
- Siard I. Frick (1679–1750), Abt der Prämonstratenserabtei Schussenried von 1733 bis 1750
- Gottfried Locher (1735–1795), Maler des Rokoko
- Benedikt Baur OSB (1877–1963), Benediktiner und Theologe sowie fünfter Erzabt der Erzabtei Beuron von 1938 bis 1955
- Gottfried Graf (1881–1938), Maler und Holzschneider
- Bruno Fehrenbacher OSB (1895–1965), Benediktiner und Abt der Abtei Buckfast, England von 1939 bis 1956
- Dietmar Schlee (1938–2002), CDU-Politiker, Sozial- und Innenminister von Baden-Württemberg
- Herbert Wilde (* 1940), Radrennfahrer
- Christa Murken (* 1944), Kunsthistorikerin
- Leo Wieland (* 1950), Journalist
- Roman Siebenrock (* 1957), römisch-katholischer Theologe und Hochschullehrer
- Klaus Burger (* 1958), Politiker (CDU), Landtagsabgeordneter
- Urban Bacher (* 1963), Kaufmann, Jurist und Professor an der Hochschule Pforzheim
- Margit Stumpp (* 1963), Politikerin (Grüne), Bundestagsabgeordnete

### Persönlichkeiten, die vor Ort gewirkt haben
- Brunhilde Raiser (* 1953), Theologin und Trägerin des Bundesverdienstkreuzes, lebt in Mengen
- Dimitrij Schaad (* 1985), Schauspieler, wuchs in Mengen auf
- Daniel Unger (* 1978), Triathlonweltmeister 2007, wuchs in Mengen auf